# Birkerød (plaats)
Birkerød is een plaats en een voormalige gemeente in Denemarken.

## Voormalige gemeente
De oppervlakte bedroeg 33,57 km². De gemeente telde 22.321 inwoners in 2006. Birkerød telde in juni 2005 405 werklozen.
Tot 1 januari 2007 was de plaats onderdeel van provincie Frederiksborg. Op 1 januari 2007 werd de gemeente samen met de gemeente Søllerød samengevoegd tot de nieuwe gemeente Rudersdal, onderdeel van de regio Hovedstaden.

## De plaats
De plaats Birkerød telt 19.906 inwoners (2010). Bezienswaardig is de Birkerød Kirke, waarvan de oudste onderdelen uit de elfde eeuw dateren, en die behoort tot de parochie Birkerød.

## Geboren
- Mathias Kvistgaarden (2002), voetballer

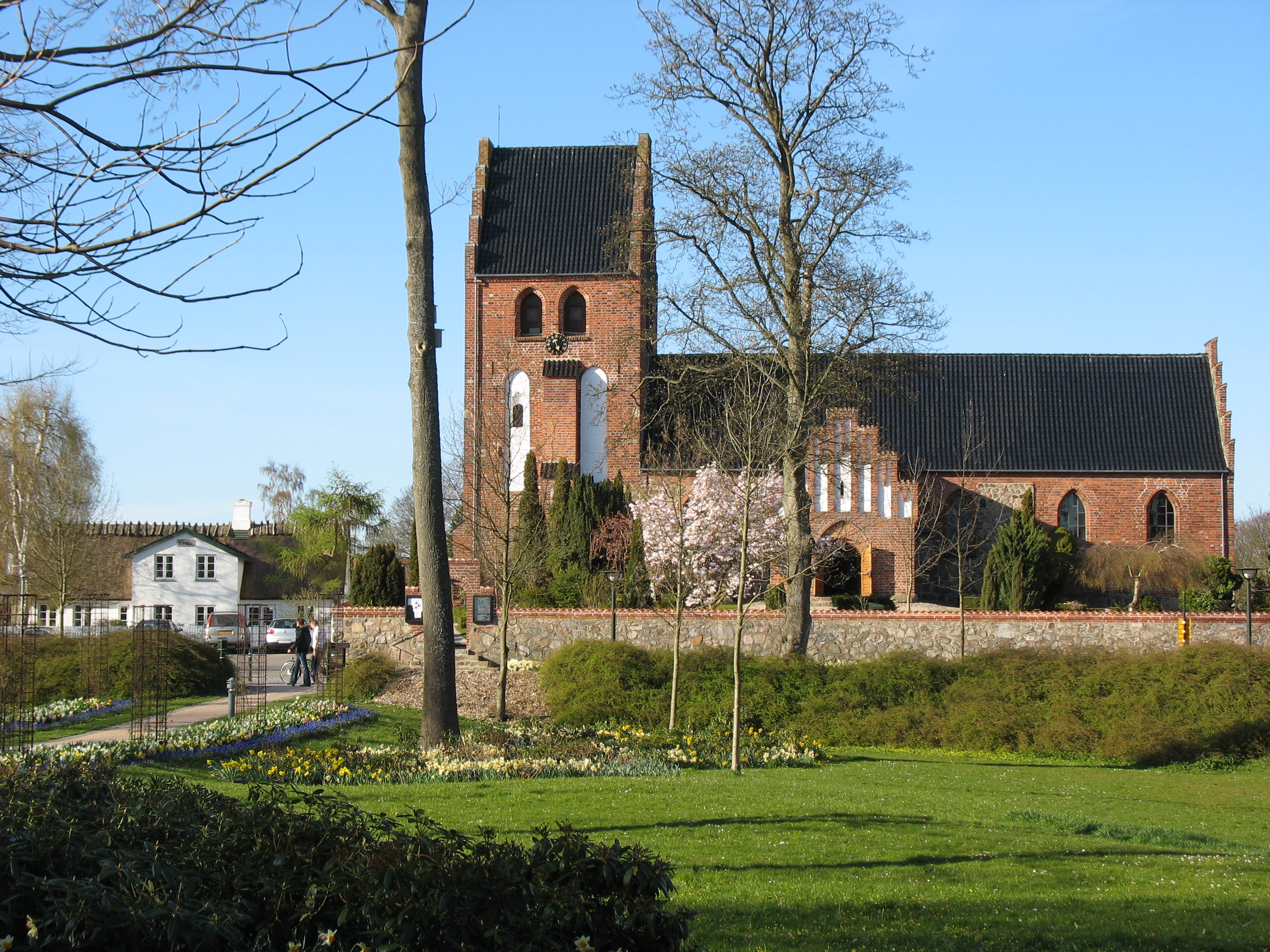
Birkerød Kirke
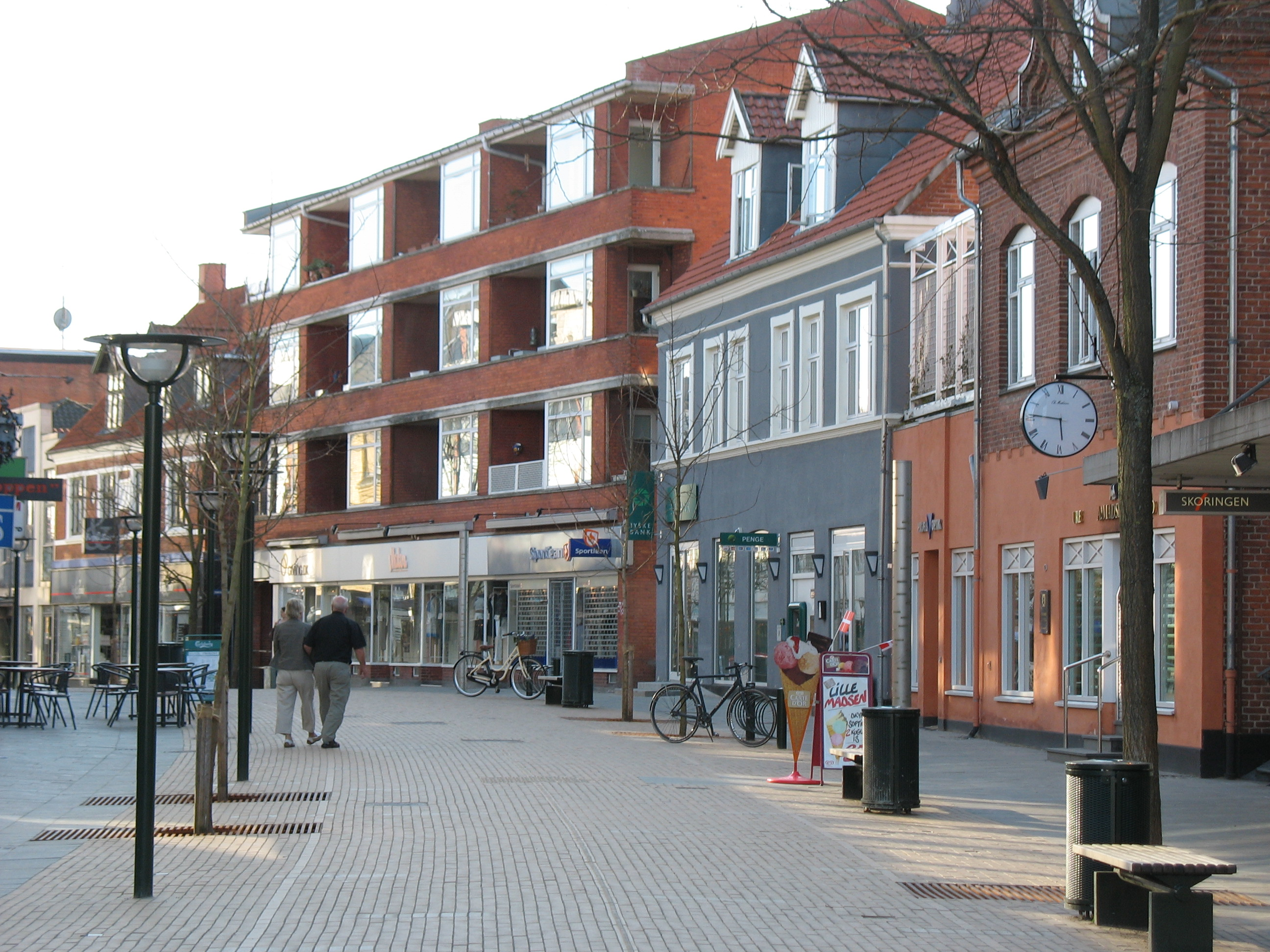
Birkerød Hovedgade

- Gemeinsame Normdatei: 4422904-5
- Library of Congress Control Number: n83037018
- MusicBrainz: d0eb2c63-8f1f-4948-9760-67b72ff9cc52
- Virtual International Authority File: 154805596